# Enzo Ferrieri
Enzo Ferrieri (Milano, 7 luglio 1890 – Milano, 4 febbraio 1969) è stato un regista, giornalista e sceneggiatore italiano.

## Biografia
Nato a Milano, dopo essersi laureato in Giurisprudenza all'Università degli Studi di Pavia, segue la sua passione per le arti sceniche e visive, scrivendo su alcuni giornali resoconti e critiche sulla prosa e sulle arti figurative della sua città. Nel 1920, fonda una propria pubblicazione periodica Il Convegno rivista di letteratura, teatro e arti figurative, alla quale seguirà la fondazione del Teatro del Convegno, dove farà rappresentare opere di prosa classica e di avanguardia.
Nel 1929 l'EIAR lo assume per affidargli l'incarico di programmatore della nascente prosa radiofonica, per la quale crea la prima Compagnia Stabile della Radio Italiana, occupandosi successivamente anche della regia e dell'adattamento, al nuovo mezzo di testi teatrali. Continuerà anche dopo il periodo bellico, con la nascita della Rai, dopo una pausa durata alcuni anni, quando sarà intensificato il numero delle commedie, dei radiodrammi e degli sceneggiati radiofonici.
Ferrieri farà parte di quel piccolo gruppo di registi che inizierà  a lavorare anche nella neonata televisione italiana, dirigendo alcune commedie a partire dal 1954, soprattutto presso il Centro di produzione Rai di Milano, spesso usando lo stesso Teatro del Convegno, come luogo di riprese video.
Muore a Milano nel 1969.

## Prosa radiofonica Rai regie

Enzo Ferrieri con Enrica Corti, Giancarlo Sbragia e Germana Paolieri

- Aurelia, tre atti di Giuseppe Lanza, con Romano Calò, Mercedes Brignone, Enrica Corti, Elio Jotta, trasmessa l'11 luglio 1949 nella rete rossa.
- Il più felice dei tre, commedia di Eugenio Labiche, con Guido De Monticelli, Gianni Bortolotto, Giuseppe Ciabattini, Elio Jotta, Enrica Corti, Leda Celani, Itala Martini, trasmessa il 24 aprile 1950.
- I giusti di Albert Camus, con Enrica Corti, Giancarlo Sbragia, Germana Paolieri, Ottavio Fanfani, Elio Jotta, Enzo Tarascio, Carlo Delfini, trasmessa il 4 marzo 1955.

## Prosa televisiva RAI regie
- Il signor Vernet, commedia di Jules Renard, con Ruggero De Daninos, Giuseppe Caldani, Wanda Tucci, Clara Valli, Rina Centa, Tino Bianchi, Franca Nuti, Enrica Corti, trasmessa il 18 giugno 1954.
- Gente magnifica, commedia con Enrica Corti, Franco Giacobini, Itala Martini, Renzo Lori, Marcello Giorda, Davide Montemurri, Aldo Silvani, Carlo Delfini, trasmessa il 18 marzo 1955.
- Roberto e Marianna, commedia con Raoul Grassilli, Germana Paolieri, Enrica Corti, Giancarlo Sbragia, Carlo Castelleni, Emanuela Deriva, trasmessa il 19 aprile 1955.
- Edipo a Colono, tragedia di Sofocle, con Enrica Corti, Carlo Alighiero, Renzo Lori, Franco Giacobini, Ruggero De Daninos, Camillo Pilotto, Memo Benassi, Laura Rizzoli, Nando Gazzolo, Giulio Bosetti, trasmessa il 10 settembre 1955.
- L'ultima strada, commedia con Marisa Fabbri, Rina Centa, Itala Martini, Renata Padovani, Luciano Alberici, Raffaele Giangrande, Anna Menichetti, trasmessa il 13 febbraio 1957.
- Cosa sognano le ragazze, con Tiziana Mischi, Luciano Alberici, Giancarlo Cobelli, Francesca Benedetti, Marcello Bettarini, Nino Castelnuovo, trasmessa il 23 dicembre 1957.